# Loosu
Loosu är en ort i Estland. Den ligger i Võru kommun och landskapet Võrumaa, i den södra delen av landet, 220 km sydost om huvudstaden Tallinn. Loosu ligger 81 meter över havet och antalet invånare är 157.
Terrängen runt Loosu är platt. Runt Loosu är det glesbefolkat, med 18 invånare per kvadratkilometer. Närmaste större samhälle är Võru, 6,1 km söder om Loosu. Omgivningarna runt Loosu är en mosaik av jordbruksmark och naturlig växtlighet.